# Cusset
Cusset är en kommun i departementet Allier i regionen Auvergne-Rhône-Alpes i de centrala delarna av Frankrike. Kommunen  är Chef-lieu för kantonerna Cusset-Nord och Cusset-Sud som ligger i arrondissementet Vichy. År 2022 hade Cusset 13 329 invånare.

## Befolkningsutveckling
Antalet invånare i kommunen Cusset
Referens: INSEE